# Frédéric Marie Blessing
Frédéric Marie Blessing (Amsterdam, 7 dicembre 1886 – Neerpelt, 17 agosto 1962) è stato un missionario e vescovo cattolico olandese.

## Biografia
Studiò al Kruisherenkollege di Uden e nel 1911 entrò nel noviziato dei crocigeri: emise i primi voti il 14 settembre 1912 e il 2 giugno 1917, a 's-Hertogenbosch, fu ordinato prete
Nel 1920 il suo ordine aprì una missione in Congo e nel 1921 Blessing raggiunse l'Africa. La missione dei crocigeri di Bondo fu elevata a prefettura apostolica nel 1926 e nel 1930 Blessing fu nominato prefetto. La prefettura fu elevata a vicariato apostolico nel 1936 e contestualmente Blessing fu innalzato all'episcopato.
Fondò varie stazioni missionarie, un seminario minore per la formazione del clero indigeno, la congregazione delle Figlie di Maria di Bondo e una scuola normale, affidata ai Fratelli dell'istruzione cristiana di San Gabriele.
Lasciata la guida del vicariato nel 1954, lasciò l'Africa e si stabilì nel monastero di Achel. Morì nel 1962.

## Genealogia episcopale
La genealogia episcopale è:
- Cardinale Scipione Rebiba
- Cardinale Giulio Antonio Santori
- Cardinale Girolamo Bernerio, O.P.
- Arcivescovo Galeazzo Sanvitale
- Cardinale Ludovico Ludovisi
- Cardinale Luigi Caetani
- Cardinale Ulderico Carpegna
- Cardinale Paluzzo Paluzzi Altieri degli Albertoni
- Papa Benedetto XIII
- Papa Benedetto XIV
- Papa Clemente XIII
- Cardinale Marcantonio Colonna
- Cardinale Giacinto Sigismondo Gerdil, B.
- Cardinale Giulio Maria della Somaglia
- Cardinale Carlo Odescalchi, S.I.
- Cardinale Costantino Patrizi Naro
- Cardinale Lucido Maria Parocchi
- Papa Pio X
- Papa Benedetto XV
- Cardinale Willem Marinus van Rossum, C.SS.R.
- Arcivescovo Giovanni Battista Dellepiane
- Vescovo Frédéric Marie Blessing, O.S.C.